# سانتا ماريا كوجيناس
سانتا ماريا كوجيناس ، (بالإنجليزية: Santa Maria Coghinas)‏، (سردينيا: Cuzina)، هي بلدية في مقاطعة ساساري، في إقليم سردينيا الإيطالي، وتقع على بعد حوالي 190 كم (120 ميل) شمال كالياري، وحوالي 35 كم (22 ميل) شمال شرق ساساري، في المنطقة الأنغولية التقليدية، على ضفاف نهر كوجيناس. 

## السكان
في سنة 1861 بلغ عدد السكان 237 نسمة، وتطور العدد ليصل في سنة 2011 لـ 1٬430 نسمة.
يظهر هذا المخطط البياني تطور النمو السكاني لـ سانتا ماريا كوجيناس